# Азербайджано-швейцарские отношения
Азербайджано-швейцарские отношения — двусторонние дипломатические отношения между Азербайджаном и Швейцарией.
Обе страны являются полноправными членами Совета Европы и ОБСЕ.

## Дипломатические отношения
Швейцария признала независимость Азербайджана 23 декабря 1991 года. Дипломатические отношения между странами установлены 21 января 1992 года.
Посольство Азербайджана в Швейцарии открыто 6 октября 2004 года. Посольство действует с сентября 2005 года.
В 2001 году Швейцарией открыто в Баку Бюро по сотрудничеству.
В 2007 году учреждено посольство Швейцарии в Азербайджане. Официальное открытие посольства состоялось в мае 2008 года.
В Милли Меджлисе Азербайджана действует рабочая группа по двусторонним межпарламентским связям. Рабочая группа создана 2 октября 2006 года. Первым руководителем группы стал Эльтон Мамедов. Руководителем рабочей группы является Ризван Набиев.
В Федеральном собрании Швейцарии действует группа дружбы с Азербайджаном.

## Двусторонние визиты
В ноябре 1998 года состоялась встреча делегаций двух стран, на которой достигнута договорённость об улучшении и расширении экономических отношений между странами, при этом правительство Швейцарии согласилось предоставить Азербайджану кредит в размере 50 миллионов долларов США.
Министр иностранных дел Швейцарии посетил Азербайджан с официальным визитом в феврале 2006 года. В ходе визита основное внимание было уделено экономическому сотрудничеству. Однако, министр поднял вопрос о конфликте Азербайджана с Арменией.
В октябре 2007 года состоялся визит министра энергетики Швейцарии, после которого было подписано энергетическое соглашение.
В ходе визита министра иностранных дел Швейцарии в Баку в мае 2009 года его азербайджанский коллега заявил, что его страна придает «большое значение расширению сотрудничества со Швейцарией» и выразил надежду на углубление существующих двусторонних связей.
Президент Азербайджана Ильхам Алиев посетил Швейцарию с целью участия во Всемирном экономическом форуме в Давосе 16-19 января 2017 года, 16 октября 2017 года, 23-26 января 2018 года, 22-25 января 2019 года, 20-24 января 2020 года.
10-11 октября 2019 года председатель Совета кантонов Швейцарии Жан-Рене Фурнье посетил Азербайджан с официальным визитом.
В марте 2024 года делегация парламента Азербайджана во главе с Сахибой Гафаровой посетила Женеву для участия в 148-й Ассамблее Межпарламентского союза, третьей конференции Парламентской сети Движения неприсоединения и координационном заседании Азиатской парламентской ассамблеи.

## Договорно-правовая база
Между странами подписано 28 договоров.
В октябре 2000 года подписано межправительственное соглашение о торгово-экономическом сотрудничестве.

## В области экономики
С 2003 года действует межправительственная рабочая группа по экономическому сотрудничеству.
На 2016 год в Азербайджане функционируют 65 швейцарских компаний. Инвестиции Швейцарии в Азербайджан составили $220 млн. 48 млн евро инвестировано Швейцарией в нефтегазовую сферу. На октябрь 2023 года Швейцария профинансировала проекты в Азербайджане на сумму 119,3 млн. долл. Со стороны швейцарского правительства в Азербайджане реализованы 30 проектов на сумму $90 млн. 8 проектов на $15.7 млн с участием Госсекретариата Швейцарии по экономическим связям находятся на стадии реализации.
52 % торгового оборота Швейцарии на Южном Кавказе приходится на долю Азербайджана. 
Инвестиции SOCAR в швейцарскую экономику составляют 450 млн швейцарских франков. SOCAR приобрел 148 автозаправочных станций и контролирует 25 % рынка сжиженного газа Швейцарии.
На железной дороге «Баку — Сумгаит» эксплуатируются вагоны швейцарской компании.
В январе-мае 2019 года товарооборот меду странами составил $881 млн. Эта сумма в 8.8 раз превысила показатели 2018 года.
Швейцария сотрудничает с Азербайджаном в сфере водной инфраструктуры, профессионального образования.
Действует азербайджано-швейцарская торговая палата.
27 октября 2011 года состоялся азербайджано-швейцарский бизнес-форум. Во время форума были обсуждены возможности расширения экономических связей.
9 июня 2023 года SOCAR открыла первую в Швейцарии водородную заправочную станцию. Станция была открыта около Берна.
В 2023 году объём денежных переводов физических лиц из Азербайджана в Швейцарию составил 7,982 млн долл. США, из Швейцарии в Азербайджан — 9,128 млн долл. США.
В 2024 году объём денежных переводов физических лиц из Азербайджана в Швейцарию составил 6,525 млн долл. США, из Швейцарии в Азербайджан — 10,161 млн долл. США.

### Товарооборот (тыс. долл)
| Год  | Экспорт Азербайджана | Импорт Азербайджана | Сумма товарооборота |
| ---- | -------------------- | ------------------- | ------------------- |
| 2020 | 224 780,86           | 80 181,27           | 304 962,13          |
| 2021 | 272 548,63           | 184 749,23          | 457 297,86          |
| 2022 | 430 478,01           | 70 251,62           | 500 729,63          |
| 2023 | 175 375,11           | 73 996,49           | 249 371,6           |
| 2024 | 220 429,67           | 243 840,15          | 464 269,82          |

Структура экспорта Азербайджана: золото в слитках.